# Італійська література
Італійська література — твори, написані італійською мовою переважно італійцями, а також авторами інших національностей, що проживали на території сучасної Італії. Італійська література має довгу та впливову історію. До того часу приблизно всі літературні твори Середньовіччя були написані латинською мовою. Окрім того, ці твори були в основному практичні: їхні автори вчилися в духовних школах. Література італійською мовою розвивалася пізніше ніж французька і провансальська літератури (мови півночі і півдня Франції відповідно). Були знайдені тільки маленькі фрагменти італійських народних віршів перед кінцем 12-го сторіччя (хоча ряд правових документів містили секції й італійською).

## Початок

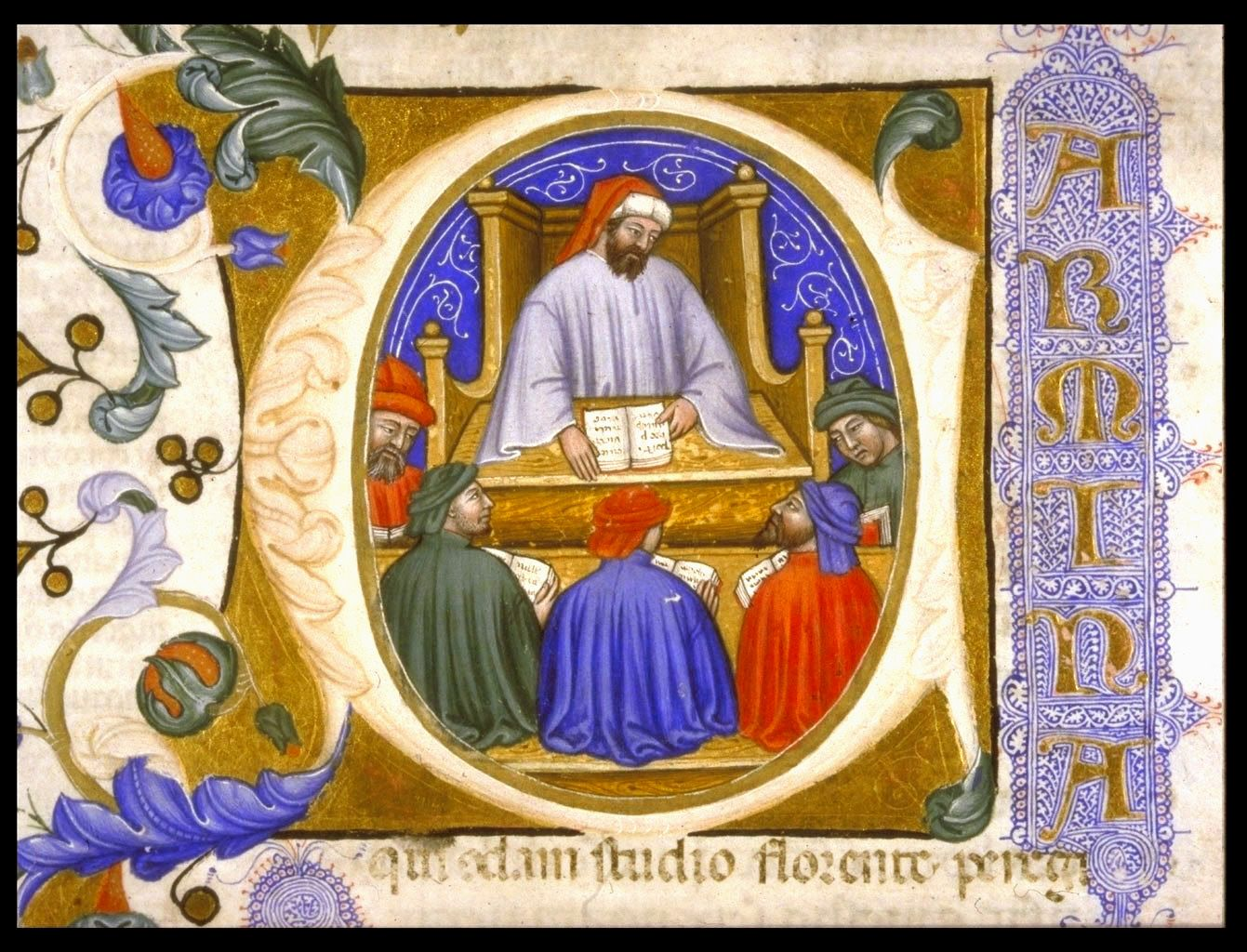
Зображення із рукопису 14-го століття, на якому Боецій навчає своїх учнів (1385).

Після розпаду Західної Римської Імперії, латинську традицію підтримувало багато письменників та поетів. Гуманітарні науки процвітали в Равенні, а готські королі оточували себе майстрами риторики і граматики.
Італійці, які були зацікавлені теологією з'їзджалися в Париж. Ті, хто залишився зазвичай вивчили Римське право. Це сприяло створенню середньовічних університетів в Болоньї, Падуї, Неаполі, Салерно, Модені і Пармі. Вони допомагали поширювати культуру, і готували ґрунт, на якому могла розвивався б нова народна література. Класичні традиції не зникли, і прихильність пам'яті Риму, заклопотаність політикою і перевага практики над теорією об'єдналися, щоб вплинути на розвиток італійської літератури.
На відміну від інших країн, Італія мала недостатньо легенд, розповідей, епічних поем і сатир, так що на італійську літературу спочатку дуже вплинули іноземні джерела. Historia de excidio Trojae, яка приписується Даресу Троянському, який стверджував, що він був очевидцем Троянської війни. Він подав натхнення авторам інших країн як наприклад Бенуа де Сент-Мору, Герборту фон Фріцлару і Кондраду фон Вюрцбургу. Поки Бенуа написав французькою, він брав свій матеріал з латинської історії. Герборт і Конрад використовували французьке джерело, щоб зробити майже оригінальну роботу своєю власною мовою. Гвідо делле Колонне з Мессіни, один із поетів Сицилійської школи, склав поему Historia destructionis Troiae. У своїй поемі Гвідо імітатував провансальську поезію, але в цій книзі він перетворив французьку романтику Бенуа на серйозну на вигляд римську історію.
Майже те ж саме відбувалася з іншими великими легендами. Куалікіно Ареццо написав римований двовірш за легендою про Олександра Великого. Європа була наповнена легендами про Короля Артура, але італійці задовольняли себе перекладом і скороченням французьких романів.
Латинська мова не зникла в Італії. Використання рідних діалектів в італійській літературі було спочатку рідкісне, в основному використовували французьку або провансальску мови. Було багато італійців, які писали провансальскі поеми, як наприклад Маркіз Альберто Маласпіна (12-те сторіччя), Маестро Феррарі Феррара, Чіґала із Генуї, Цорзі Венеційський, Сорделло, Буварело Болонья, та інші. Їхня любовна поезія привчила людей до нових звуків і гармоній.
В той же час, епічна поезія була написана змішаною мовою: діалект італійської мови змішаний з французькою. Гібридні слова читалися за правилами обох мов, ці слова мали французькі корені та італійські закінчення. Коротко кажучи, епічні поеми були написані гібридною мовою. Все це передувало появі виключно італійської літератури.

## Рання народна література

### Вплив Франції
Французька проза і лицарські романи були популярні в Італії в 12-14 сторіччях. Історії з каролінгінських і артурианських циклів часто читали грамотні люди, а французькі менестрелі декламували вірші в публічних місцях по всій північній Італії.
До 13-го століття розвивалася «франко-венеціанська» література, головним чином анонімна; італійці копіювали французькі оповідання, часто адаптуючи і розширюючи деякі епізоди, а іноді створюючи нові твори на основі французьких.
Хоча цю літературу писали французькою, автори часто свідомо або несвідомо вводили елементи зі своїх власних північно-італійських діалектів, таким чином створюючи лінгвістичний гібрид. Автори важливих прозаїчних робіт, як, наприклад, венецієць Мартіно да Каналь і флорентієць Брунетто Латіні (їхні найвідоміші твори «Les estoires de Venise» (1275; «Історія Венеції») і «Livres dou tresor» (1260; «Книги Скарбів») відповідно) — були краще обізнані із французькою мовою, ніж такі поети як, наприклад, Сорделло Мантуа, які писали вірші провансальською мовою. Любовні вірші провансальською були, фактично, такими же популярними як і французькі романи.

### Сицилійська школа

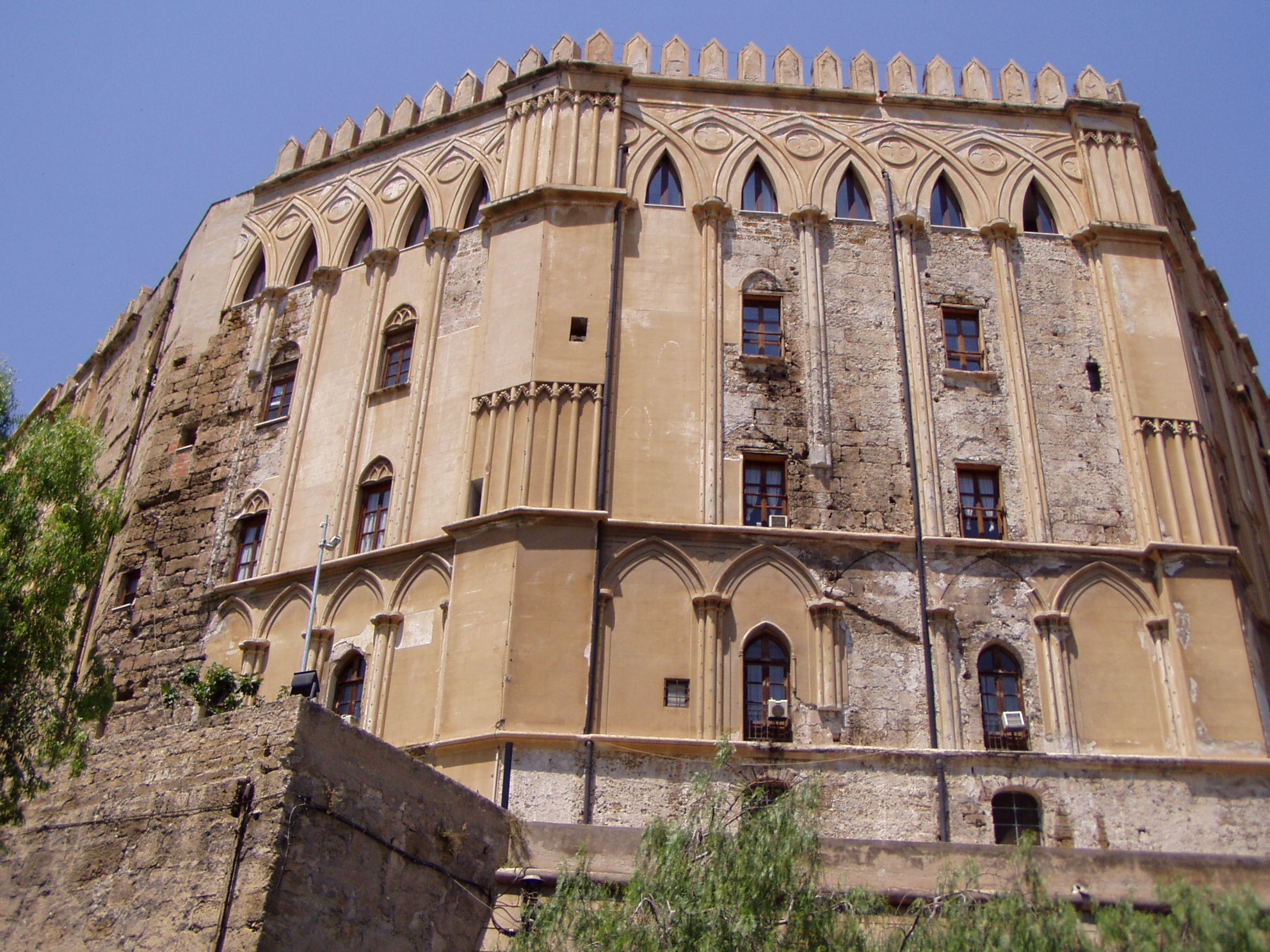
Палаццо дей Норманні, одне з місць де Фрідріх ІІ влаштовував збори поетів

У культурному оточенні сицилійського двору Священного Римського Імператора Фрідріха ІІ Гогенштауфена, який правив сицилійським королівством з 1208 до 1250 р., лірику писали очищеною версією місцевого діалекту. Поезію вважали прикрасою двору й втечею від життєвих проблем.
Найголовнішим із цих поетів був нотаріус Якопо да Лентіні, який вважається винахідником різновиду сонета. На жаль, уся поезія сицилійської школи збереглася тільки в пізніших тосканських копіях, які мають більшу подібність до сучасної італійської мови ніж це було насправді.

### Тосканські поети
Сицилійську поезію продовжували писати після смерті Фрідріха ІІ, але центр літературної діяльності перемістився в Тоскану, де інтерес до провансальської та сицилійської лірики привів до того, що тосканський поет Гуйттоне д'Ареццо і його послідовники почали імітувати її. Хоча Гуйттоне експериментував зі складними формами вірша, згідно з Данте в De vulgari eloquentia, «його мова змішувала діалектні елементи з латинізмами і провансалізмами і не мала краси південної школи». Фактично, Гуйттоне був енергійним і комплексним поетом, чия репутація не витримала впливу Данте.

### Новий стиль
Поки Гуйттоне і його послідовники все ще писали, у любовній поезії з'явився новий напрямок, який відзначався турботою про точні і щирі вислови і новим, серйознішим ставленням до кохання. Загальноприйнятим стало називати цю школу Dolce Stil Nuovo або novo («солодкий новий стиль»), вираз, використаний Данте Аліґ'єрі в «Божественній комедії» (Чистилище, Пісня XXIV, рядок 27), де він підкреслив делікатність вислову, підходящого для предмету кохання. Головними поетами цієї школи були Гвідо Ґуйніцелі з Болоньї, Гвідо Кавальканті, Данте, разом із менш відомими поетами Лапо Джанні, Джанні Альфані і Діно Фрескобальді.
На цих поетів вплинули твори один одного. Гвідо Ґуйніцелі найбільш відомий за свою канцону або поему, яка називалася «Al cor gentil rempaira sempre amore» («Любов завжди знаходить притулок у доброму серці»), яка сформулювала питання проблематичного взаємовідношення між любов'ю до жінки і любов'ю до Бога. Його поезію високо оцінив Кавальканті, серйозний і надзвичайно талановитий лірик. Більшість із поем Кавальканті були трагічні і заперечували ушляхетнений ефект любові, запропонований Ґуйніцелі. Данте дуже захоплювався Кавальканті, якого він пізніше називав своїм «першим другом», але його власне поняття любові, що надихнуло його кохання до Беатріче, яка померла молодою (у 1290), мало значно більше спільного з поняттями Ґуйніцелі. Vita nuova Данте (1293; Нове Життя) — ретроспективна історія його любові в раніше складених поемах пов'язанні разом.

### Комічний вірш
Poesia giocoso (реалістичний або комічний вірш) був повним контрастом для серйозної любовної поезії. Мова була часто свідомо неочищена, розмовна, а іноді й непристойна. Цей вид вірша належить до давньої європейської традиції, що виникла в 12-х і 13-х століттях, коли поети складали вірші латинською мовою в похвалу розваг, ганьблення жінок, їхніх особистих ворогів або церкви. Хоча персонажі поетів цієї школи часто грубі, навіть жорстокі, комічні поети, чия звичайна форма вірша була сонетом, були культурними, літературно освіченими чоловіками, а не пролетарськими бунтівниками, як вважали їхні критики.
Найпершим поетом у цьому жанрі був Рустіко ді Філіппо, який писав як вишукану любовну поезію, так і грубі, іноді непристойні вірші «реалістичного» типу. Найвідоміший поет, який писав комічні вірші — Чекко Анджольєрі, чия кохана Беччіна була пародією на божественних жінок нового стилю.

### Релігійна література
У 13-м сторіччі в Італії мав місце релігійний рух із появою Домініканського і Францисканського орденів. Франциск Ассізький, містик і реформатор  Католицької Церкви, засновник Францисканського ордена, також писав поезію. Хоча він був освіченим, поезія Франциска була менш очищена від розмовної мови ніж творчість поетів при дворі Фрідріха ІІ. Згідно з легендою, Франциск диктував церковний гімн Cantico del Sole на вісімнадцятому році свого покаяння, майже занурений в екстаз, але залишаються сумніви про достовірність цієї легенди. Це була перша велика віршована робота Північної Італії, написана формою вірша, яка відзначалася співзвучністю, поетичним методом, що був широко поширений у Північній Європі. Інші поеми, які раніше приписували Франциску зараз визнані, як недостатньо достовірні.
Якопоне да Тоді був поетом, який представляв релігійні відчуття, які великий успіх в Умбрії. Якопоне був одержимий містицизмом Святого Франциска, але він був також і сатириком, який висміював корупцію і лицемірство Церкви. Коли дружина Якопоне померла, горе її раптової смерті примусило його продавати все, чим він володів, а гроші роздати бідним. Якопоне покрив себе ганчірками, вступив до Третього ордену Святого Франциска. По дорозі туди його супроводжував натовп людей, які висміювали його й кричали Якопоне, Якопоне. Він продовжував марення протягом років, піддавши себе найжорстокішим стражданням, і даючи волю релігійному сп'янінню у своїх поемах. Якопоне був містиком, який через свою відлюдницьку келію дивився на світ.
У північній Італії релігійна поезія була переважно моралістичною і охоплена песимізмом, що вкорінявся в єретичних ідеях, які походили від маніхеїзму. Видатними поетами цього жанру були Бонвенсін де ла Ріва (Libro delle tre scritture, іт. «Книга Трьох священних Писань»), Джіакоміно да Верона, автор De Jerusalem celesti («На Небесному Єрусалимі») і De Babilonia civitate infernali («На Пекельній Вавилонській Землі»).

### Рання проза
Італійська літературна народна проза зародилася в 13-му сторіччі, хоча латинську мову продовжували використовувати для написання робіт із теології, філософії, права, політики й науки.
Засновник італійського артистичного прозаїчного стилю, болонізький професор риторики Ґнідо Фаба, який ілюстрував свої розповіді прикладами, перекладеними з латинської мови. Ґуіттоне д'Ареццо, його найвідоміший послідовник, схилявся до пишного стилю, наповненого риторичними образами. У контрасті зі стилем Ґуіттоне — ясною науковою прозою писав Рісторо д'Ареццо (Della composizione del mondo, іт. «На Побудові Світу»). Шедевр прози 13-го сторіччя — Vita nuova Данте. Данте скомбінував простоту з великою витонченістю витонченістю й поетичною енергією.

## Епоха Відродження
Чотирнадцяте століття вважають початком епохи Відродження в Італії. Три основні автори цього періоду — Данте Аліґ'єрі, Франческо Петрарка і Джованні Боккаччо.

### Данте

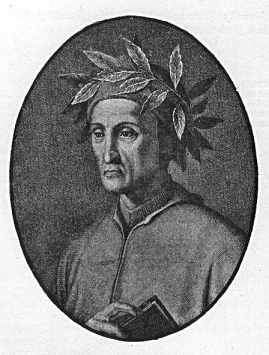
Данте Аліґ'єрі

Данте Аліґ'єрі — одне із найголовніших і найвпливовіших імен у всій європейській літературі, але всі свої найвідоміші твори він написав тільки після вигнання з рідної Флоренції у 37 років (1302 рік). Трактат Il convivio (1304-07; «Банкет») показав його докладні знання зі схоластичної філософії й був першим великим трактатом, написаним народною мовою: його мова уникала відвертості популярних авторів і штучності перекладачів із латинської мови. De vulgari eloquentia («На Народному Красномовстві») — трактат, написаний у той же час, але латинською мовою, містив перше теоретичне обговорення і визначення італійської літературної мови. Обидві ці роботи залишилися незавершеними. У пізнішому догматичному творі, також латинською, De monarchia (записаний в 1313 р.), Данте викладає свої політичні теорії, які описували координацію двох середньовічних сил, папи римського і імператора.

#### Божественна комедія
Геніальність Данте найповніше проявилася в його Divina Commedia (1308-21 роки; Божественна Комедія), алегоричній поемі, написаною терциною (строфи трьох ліній 11 складів кожен, римуючи aba, bcb, cdc тощо), літературний шедевр Середньовіччя і один із найкращих творів за всю історію людства. Поема розказує про подорож поета через три царства мертвих — Пекло, Чистилище і Рай під провідництвом римського поета Вергілія. Кожна секція складається з 33 пісень. Алегоричний сенс прихований глибоко в самій поемі. Данте, подорожуючи через Пекло, Чистилище і Рай —- символ людства, що має на меті досягти тимчасового і вічного щастя. Ліс, у якому поет заблукав, символізує громадське і релігійне безладдя в суспільстві, позбавленого двох керівників, імператора і папи римського. Гора, освітлена сонцем — універсальна монархія. Три звіри —- це три недоліки й три сили, які створили найбільші перешкоди намірам Данте. Вергілій представляє розум і імперію. Беатріче — символ надприродної допомоги, без якої людина не може досягти вищого кінця, яким є Бог.
Заслуга поеми лежить не в алегорії, яка все ще сполучає її з середньовічною літературою. Данте відомий за велич і делікатність свого мистецтва. Він брав матеріали для своєї поеми з богослов'я, філософії, історії і міфології, але особливо від своїх власних пристрастей, від ненависті і любові. Період після написання поеми прийнято вважати періодом Ренесансу в італійській літературі. Ця робота була написана в Романтичний період і продовжує впливати на сучасних поетів як в Італії, так і за її межами.

### Петрарка

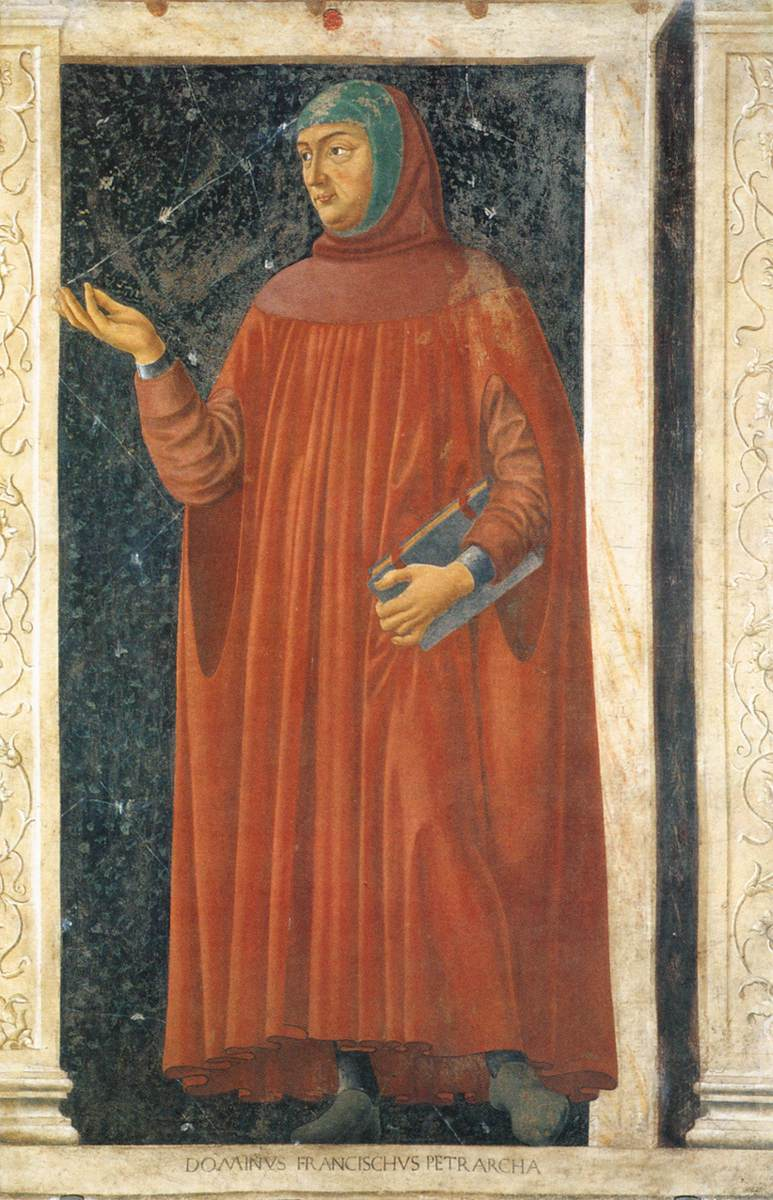
Петрарка, на фресці роботи Андре ді Бартоліо ді Баргілья (близько 1450)

Інтелектуальні роботи Франческо Петрарки були літературними і риторичними, а не логічними і філософським; його політичні погляди були більш авантюрними, ніж у Данте. Вплив Петрарки на літературу був величезний, від італійських гуманістів наступного сторіччя до поетів і вчених по всій західній Європі. Він відкинув середньовічну схоластику і узяв як модель класичних римських авторів. Ця конвергенція інтересів очевидна в його етичних і релігійних роботах. Гуманістичні ідеали надихнули його на поему «Африка» (1338 рік) і історичні роботи, але автобіографічний діалог Secretum meum (1342-58) — найважливіший для повного розуміння його суперечливих ідеалів. Canzoniere — збори сонетів, пісень, сестін, балад і мадригал, над якими він працював невтомно від 1330 року до своєї смерті. Хоча ця збірка народних віршів була покликана розказати історію його любові до Лаури, вона була фактично аналізом не справжньої любові, а пристрасті, яку він поборов. На додаток до Canzoniere Петрарка написав алегоричну поему Trionfi (1351-74; Тріумфи) у середньовічній традиції, але їй не вистачало морального і віршованого натхнення великої поеми Данте.
Літературне явище, відоме як Петраркізм поширювалося під час життя поета і продовжувало рости протягом наступних трьох сторіч, глибоко впливаючи на літератури Італії, Іспанії, Франції і Англії.

### Боккаччо

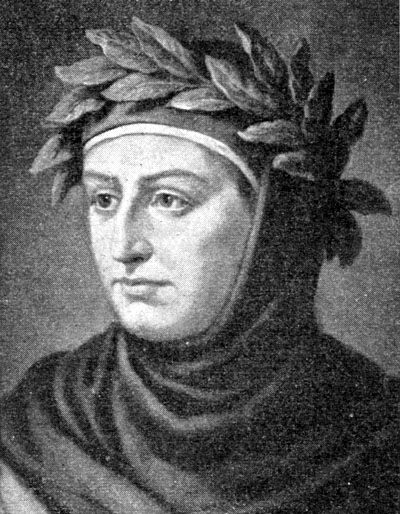
Портрет Джованні Боккаччо

Ранні твори Боккаччо були виключно літературними, без будь-яких дидактичних значень. Його перша прозаїчна робота, Il filocolo («Праця Любові»), походила від французького роману Floire et Blancheflor і була важливим літературним експериментом. Нездатність писати в епічному масштабі була очевидна у двох його поемах Il filostrato (1338; «Засмучений Любов'ю») і Teseida. Decameron (1348-53; «Декамерон»), прозаїчна збірка 100 розповідей, розказаних десятьма розповідачами —- 3 чоловіками і 7 жінками за 10 днів, була найзріліша і найважливіша робота Боккаччо. Його ставлення до сучасного міського суспільства коливалась від гумористичного до трагічного. Стилістично це найдосконаліший приклад італійської класичної прози, ця збірка зробила також величезний вплив на літературу Відродження.
Як послідовник Петрарки, Боккаччо розділяв інтереси гуманістів свого віку, як показано в його Латинських епістолах і енциклопедичних трактатах. Як палкий прихильник Данте, він також написав «Трактат Похвали Данте».

### Доба гуманізму
Європейський Ренесанс («Відродження» класичного минулого) насправді почався в Італії в 14-му столітті із приходом Петрарки й Боккаччо. 15-те сторіччя мало дуже велику важливість, тому що це було сторіччя, у якому нове бачення людського життя, охоплюючи різну концепцію людини, так само як і сучасніші принципи етики й політики, поступово знаходять своє вираження. Це було результатом, з одного боку, політичного становища, яке було абсолютно відмінне від політичного становища попередніх століть і, з іншого, повторного відкриття класичної античності. Щодо першого пункту, приблизно всі італійські принци конкурували один з одним в 15-му сторіччі: вони підтримували культуру, протегуючи дослідження, пропонуючи гостинність і фінансову підтримку грамотним людям свого часу й засновуючи бібліотеки. Як наслідок, їхні двори стали центрами дослідження і обговорення, і тому робили можливим велике культурне відродження. Найвідомішими дворами були князівські двори Флоренції, при Лоренцо де Медичі «Прекрасний»; Неаполя; Мілана, спочатку при Віконті, а пізніше під правлінням родини Сфорза; і, нарешті, папський двір у Римі, який надав захист і підтримку великій кількості італійських і візантійський вчених. Щодо другого пункту, пошук втрачених рукописів стародавніх авторів, початий Петраркою в попередньому сторіччі привів до надзвичайного відродження інтересу до класичної античності, зокрема, багато досліджень було присвячено стародавній філософії, особливо Платона, факт, який зробив глибокий вплив на роздуми про Ренесанс у цілому.
Взагалі, нова культура XV сторіччя була переоцінкою людини. Гуманізм виступав проти середньовічного зображення людини як істоти з відносно малим значенням. Митці Відродження ж розхваляли її як центр всесвіту, силу її душі як з'єднання тимчасового й духовного, і земне життя, як королівство, у якому душа застосовує свої повноваження. Ці поняття, які переважно походили від нового інтересу до Платона, були темою багатьох трактатів, найголовніші з яких Giannozzo Manetti De dignitate et excellentia hominis (завершено в 1452; «Про Гідності Людини») Джанноццо Менетті і Oratio de hominis dignitate (написаний в 1486; «Урочиста промова гідності людини») Джованні Піко делла Мірандола. Гуманістичне бачення еволюціонувало протягом цього періоду, засуджуючи багато релігійних поглядів Середніх Віків, які були все ще широко поширені: чернечі ідеали ізоляції й байдужості до справ світу, наприклад, були розкритиковані Леонардо Бруні, Лоренцо Валлою і Джаном Франческо Поджо Браччоліні. Попри ці напади, гуманізм по суті був не антихристиянським, бо він загалом залишався відданим християнській вірі.
У першій половині XV сторіччя гуманісти, з їхнім ентузіазмом до латинської і грецької літератури, презирливо ставилися до італійських народних діалектів. Вони писали головним чином латинською прозою. Пишучи мертвою мовою і, близько слідуючи за культурою, вони рідко показували оригінальність як поети. Наприкінці 15-го сторіччя були відомі тільки винятки Джованні Понтано, Мікеле Марулло Тарканіота і Якопо Саннаццаро. Ці поети мали успіх у створенні щирої поезії, у якій нові чи менш нові теми були виражені з новою близькістю і пристрастю.

### Розвиток літератури народною мовою
До середини 15-го сторіччя італійська мова починає витісняти латинську мову як літературна мова. В 1441 р. у Флоренції проводилися змаганням поетів із наміром довести, що розмовна італійська мова жодним чином не нижча за латинську. У другій половині сторіччя там було написано багато робіт, які надихнули лицарські легенди Середніх Віків чи нова гуманістична культура.
Нові ідеали гуманістів були найповнішими в роботах Анжело Поліціано, Якопо Саннаццаро і Леона Баттісти Альберті, трьох видатних фігур, які комбінували широке знання класичної античності із глибоким натхненням. Найважливіший твір Поліціано — незакінчена Stanze cominciate per la giostra del Magnifico Giuliano de' Medici (1475-78; «Строфи, Початі для Турніру Прекрасного Джіуліно де Медічі») —- присвячена Лоренцо, брату Джіуліно де Медичі.
П'єтро Бембо із Венеції видав свій Prose della volgar lingua («Писання простонародною мовою») в 1525. У цій роботі, яка була однією з перших історичних італійських граматик, Бембо вживав італійську літературну мову, засновану на тосканському діалекті 14-го сторіччя, особливо який використовували Петрарка і Боккаччо. Він прийшов до висновку, що робота Данте нерівна стилістично і недостатньо пристойна. Проти Бембо виступали проти ті, хто вважав, що літературна мова має бути заснована на сучасному слововживанні, особливо Джиан Джіорджіо Тріссіно, який розвивав теорії Данте про італійську як літературну мову. На практиці проблема була як лінгвістичною, так і стилістичною, і в першій половині 16-го сторіччя було багато інших учених які висували свої варіанти, хоча це були теорія Бембо остаточно перемогла в другій половині сторіччя. Це було в значній мірі завдяки діям Флорентійської Академії делла Круска і цей більш науковий підхід до питання мови привів до першого видання академією словника італійської мови в 1612 році.
Протягом перших десятиліть 16-го сторіччя, підручники поезії все ще складалися згідно з ідеями гуманістів і вченням римського поета Горація. Це було тільки після 1536 року, коли був уперше виданий оригінальний класичний текст грецькою мовою неповних Поетик Арістотеля і поступовий розвиток стає очевидним й у естетичній теорії.

### Політична, історична, біографічна і моральна література
Роботи Нікколо Макіавеллі відобразили міркування Ренесансну в найоригінальніших аспектах, особливо в об'єктивному аналізі людської природи. Макіавеллі розглядають як засновника нової політичної науки: політики, відділеної від етики. Його власний політичний досвід знаходився в основі його ідей, які він розвивав згідно з такими загальними принципами як поняття virtù («індивідуальна ініціатива») і фортуни. Знаменитий трактат Макіавеллі Il principe (Принц) був написаний в 1513 році. У ньому він повідомляє своє переконання переваги virtù та розкриває своє пророче відношення, як базується на читанні історії і спостереженні сучасних політичних сутичок. Його опис зразкового правителя став кодексом володарів необмеженої влади всюди в Європі протягом двох сторіч. Сім книжок Макіавеллі Dell'arte della guerra (1521; «Мистецтво Війни») стосувалися створення сучасної армії і були більш спеціалізованим, тоді як його історичні роботи, зокрема Istorie fiorentine (1520-25; «Історія Флоренції») ілюстрували теорії, викладені в його наукових працях. Макіавеллі також писав ігрову літературу, зокрема відома його п'єса La Mandragola (1518 рік) — одна з найвидатніших комедій сторіччя.
Хоча Франческо Ґуккіардіні був більшим реалістом (або песимістом) ніж Макіавеллі, він був тільки одним істориком 16-го сторіччя, який міг бути розміщений у рамках політичних теорій, які він сконструював. Ґуккіардіні привертав увагу до егоїзму тих, хто був залучений у політичну діяльність і змушував теорії Макіавеллі здаватися ідеалістичними порівняно з його. Одна з головних робіт Ґуккіардіні його Ricordi (1512-30; «Замітки») знаходиться серед найоригінальніших політичних творів сторіччя. Ґуккіардіні також першим створив справді національну історію Італії, ставивши її в європейському контексті й роблячи спробу неупередженого аналізу причин і наслідків.
Vite de' più eccellenti architetti, pittori et scultori italiani da Cimabue insino a' tempi nostri (1568; «Життя найвидатніших живописців, скульпторів і архітекторів») Джорджо Вазарі містила більш ніж 200 біографій, і була першою критичною й історичною оцінкою італійського мистецтва.
Найвищі моральні прагнення Ренесансу виразилися в Baldassare Castiglione Cortegiano (видано в 1528 році; «Придворний»). Цей твір розповідає про досконалого придворного, благородну пані і зв'язок між придворним і принцом. Це була одна з найвпливовіших книг сторіччя. Джованні делла Каза був також автором іншого відомого твору, Galateo (1551-54; Ґалатео — ім'я головного оратора). Це була книга про люб'язність, в якій повністю виражені дотепний розум автора і очищення сучасного італійського суспільства.

### Поезія
Лірична поезія в 16-му сторіччі майже всі найкращі автори сторіччя писали ліричні вірші в стилі Петрарки. Дивовижна оригінальність була тільки у віршах Делли Каза і Ґалеаццо ді Тарсія, виділися серед своїх сучасників енергійним стилем. Також заслуговують уваги пристрасні сонети поетеси з Падуї Ґаспари Стампа.
Традиція гумористичного і сатиричного вірша була також підтримана протягом 16-го сторіччя. Найвідомішим поетом цього жанру в цей час був Франческо Берні, пародійні вірші якого, здебільшого мали непристойні чи тривіальнимі теми, показали його дотепність і стилістичну навичку. Дидактична поезія, уже розвинута гуманістами, була також популярна протягом цього періоду.
Найочищеніший вираз класичного смаку Ренесансу знаходився у творі Людовіко Аріосто Orlando furioso (1516; «Орландо Божевільний»), який об'єднав багато епізодів, взятих з популярних епопей середньовічя і раннього Відродження. Поема є фактично продовженням Boiardo Orlando innamorato. Orlando furioso був найпрекраснішим виразом літературних тенденцій Італійського Ренесансу, і це зробило величезний вплив на пізнішу літературу Європейського Ренесансу. Аріосто також писав комедії, які, імітуючи римські комедії, поклали початок італійської драми.
Були також спроби відновити жанр епічних поем, використовуючи «правила» компонування віршів Арістотеля. Мовний теоретик Джиан Джоржио Тріссіно написав поему Italia liberata dai Goti («Італія, Звільнена від Готів») згідно з найстрогішими правилами Арістотеля, поки Алманні пробував сконцентрувати розповідь на одному персонажі в Girone il cortese (1548; «Джироне Ввічливий») і Avarchide (1570).
Протягом сторіччя були винайдені дві пародійні форми суміші вірша. Вірші Фіденціана отримала своє ім'я від робіт Камілло Скрофи, поета, який писав пародії на творчість Петрарки, комбінуючи латинські слова і італійський синтаксис. Макаронічні вірші, з іншого боку — термін, наданий віршу, що складається з італійських слів і латинського синтаксису. Теофіло Фоленьйо, чернець-бенедиктинець, був найкращим представником макаронічної літератури. Його шедевром була поема в 20 книгах Baldus (1517).
Торкуато Тассо, син поета Бернардо Тассо, був останнім великим поетом Італійського Ренесансу і один з найвідоміших у всій італійській літературі. У своїй епічній поемі Gerusalemme liberata (1581;«Визволений Єрусалим») він підвів підсумки літературної традиції, типової для Ренесансу: класична епопея, відроджена згідно з духовними інтересами його часу. Тема поеми — Перший Хрестовий Похід, завданням якого було відвоювати назад Єрусалим. Структура поеми драматизує боротьбу. Її пафос лежить у величезній вартості вміння володіти собою. L'Aminta (1573), радісна і нестримувана драма, була найкращим прикладом юної поезії Тассо і належала до нового літературного жанру пасторалі (розповідаючи про ідеалізоване сільське життя). Gerusalemme liberata, проте, була результатом балансу в суперечних прагнень поета. У наступній поемі Gerusalemme conquistata (1593; «Переможений Єрусалим»), Тассо імітував Гомера і переробив його поему згідно з жорсткішими правилами Арістотеля й ідеалами реакції Римсько-Католичної церкви проти Протестантської Реформації, відомої як контрреформація. Конфлікт Тассо закінчився перемогою моралістичного принципу: нова поема була невдалою.

### Драма
«Софонісба» Джан Джорджіо Тріссіно (написана в 1514-15 роках; назва — ім'я головної героїні) була першою трагедією італійською мовою, що наслідувала класичну літературу; її структура походила з грецьких зразків, але її поетичні якості були дещо посередні. У середині 16-го сторіччя Джимбаттіста Джиральді виступав проти імітації грецької драми, пропонуючи римського трагіка Сенеку як новий взірець, і в дев'яти трагедіях і трагікомедіях, написаних між 1541 і 1549 роками він показав деяку незалежність від арістотелівських правил. Джиральді дуже вплинув на європейську драму, особливо на англійський театр періоду Єлизавети.
Італійські комедії цього сторіччя, які надихнули римські зразки, мали більшу мистецьку цінність ніж трагедії, і вони відобразили тодішнє життя більш повно. Ці комедії були початковим пунктом сучасної європейської драми.
Починаючи з середини 20-го сторіччя актора Анжело Беолко визнали одним з найкращих драматургів 16-го сторіччя. Його роботи, часто монологи, написані сільським падуанським діалектом, розповідають про проблеми пригноблювання селянин з реалізмом і глибокою серйозністю. Інший відомий драматург цього сторіччя — венецієць Андре Калмо, хто показав великий талант створення характерів в своїх комедіях з складними любовними інтригами.

## 17 століття

### Барокова поезія

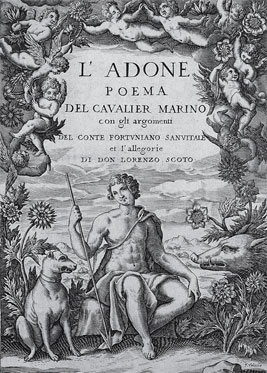
Видання «Адоне»

Бароковий смак, з його відмовою від звичайної мови і пристрастю до штучного й екстравагантного, знайшов привілейовану сферу застосування в ліричній поезії.
Чільне місце посідає творчість Джамбаттіста Маріно, настільки відомого, що його називали придворним поетом в Італії та Парижі. Його головний твір, «Адоне», величезних розмірів (майже втричі більший за «Божественну комедію»), є антиоповідною поемою, яка розвивається через відступи, плетучи мережу аналогій, що викликають реальність, підпорядковуючи її, тимчасово, цікавості всіх органів чуття. Маріно довів до крайнощів фігуру придворного письменника, який використовує своє перо для здобуття переваг і слави, і зробив публічне визнання критерієм естетичної цінності своєї творчості. Його культ метафори та винахідливість, що проявляється у створенні хитромудрих концепцій та дотепів, зробили його майстром для поетів XVII століття.
Розчинення оповідного епічного жанру у грандіозному ліричному замку є прикладом антикласичної тенденції до змішування жанрів, характерної для цього століття. Алессандро Тассоні, постать письменника-сакраліста, заслуговує на похвалу за те, що він створив (у «La secchia rapita») модель героїко-комічного жанру, типу поеми, яка, окрім пародійних інтенцій, побудована на постійному чергуванні серйозного та комічного. Наприкінці століття варто згадати творчість двох поетів, які мали успіх у XVIII столітті завдяки своєму прагненню зберегти почуття міри та класичну раціональність на противагу концептуалізму Маріно. Насамперед, це Габріелло К'ябрера з Савони, який вирізнявся і пізніше цінувався своєю метричною чутливістю. Його найкращі результати лежать у структурі канцонетти, змодельованій на основі ліричного стилю Анакреонта і відтвореною короткими віршами, які мають легку і плавну музичність. Інший поет - Фульвіо Тесті з Феррари, який у пошуках героїчної поезії уникав чуттєвого смаку барокової метафори і надавав перевагу коротким і урочистим словам.

## Сучасність
Італійська література природно пов'язана з національною ідентичністю. Історичний дискурс про літературу переплітається з перспективою народження спільноти з моменту її зародження, яка поступово еволюціонувала від літературної спільноти до національної.

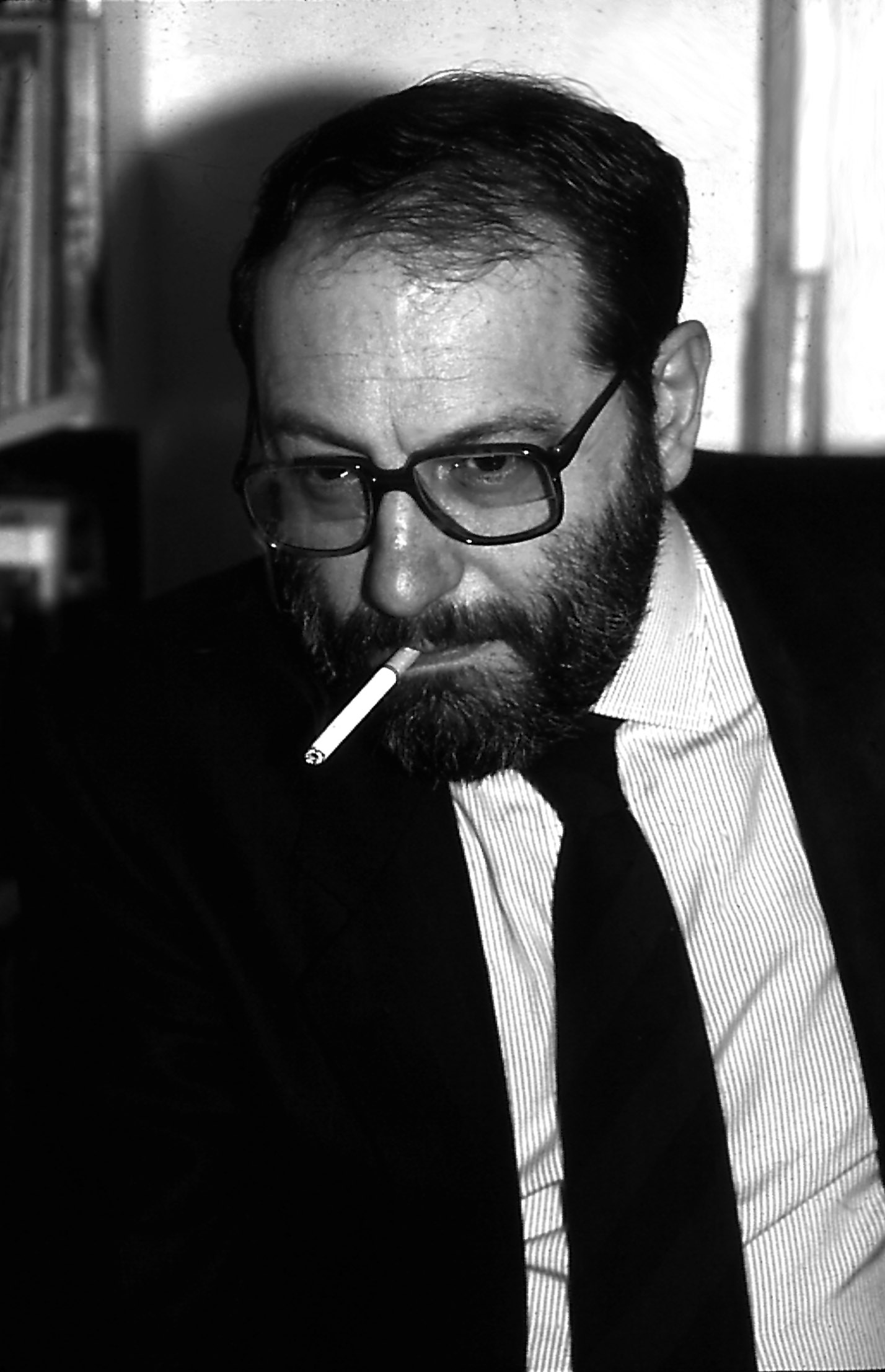
Умберто Еко

В історії італійської літератури завжди існувало прагнення утвердити національну специфіку італійської літератури, від Джованні Маріо Кресімбені та Джачінто Гімми до Джироламо Тірабоскі та Франческо Де Санктіса. Література була головним засобом об'єднання італійців до такої міри, що можна говорити про літературну Італію, на противагу або на додаток до Італії, побудованої на політичних, етнічних чи економічних засадах.
Ще в De vulgari eloquentia Данте простежується намір створити мову та літературу, здатну вийти за межі міських кордонів, щоб розширити уявлення про спільноту, об'єднану колективними почуттями та інтересами, насамперед, заснованими на дискурсі любові та культурного обміну. Пізніше відомі тексти, від «Italia mia» Франческо Петрарки до «All'Italia» Джакомо Леопарді, зверталися до питання зв'язку між італійською літературою та колективною ідентичністю. Упродовж 20-го століття всі провідні письменники, від Габріеле Д'Аннунціо та Філіппо Марінетті, Джузеппе Унгаретті та Еліо Вітторіні до П'єра Паоло Пазоліні, Леонардо Шаша, Італо Кальвіно та Умберто Еко, позиціонували себе як інтерпретатори національних почуттів.
Навіть коли виникало бажання протистояти національній традиції, це робилося в межах італійської перспективи, як це сталося на зорі неоавангарду з романами «Fratelli d'Italia» Альберто Арбасіно та «Capriccio italiano» Едоардо Санґінетті, опублікованими у 1963 році. Навіть у новітні часи письменники продовжують займатися питанням літературної Італії, про що свідчать назви романів «L'Italia spensierata Франческо Пікколо та «Italia, De Profundis» Джузеппе Дженна.
Між 1970-ми та 1980-ми роками італійська література стала свідком різних експериментальних подій. Сицилійський автор Стефано Д'Арріго опублікував «Horcynus Orca» (1975), візіонерський і лабіринтовий роман. Два інших сицилійських письменники, Вінченцо Консоло та Джезуальдо Буфаліно, гралися з формою роману. Консоло звертався до громадянських питань, але використовував наративні форми, далекі від певних форм «соціальної» літератури. Навпаки, його романи вирізнялися складною структурою і запаморочливою, часто герметичною прозою. Буфаліно, який дебютував у шістдесятирічному віці з «Diceria dell'untore», використовував елегантний стиль, що веде читача до екзистенційних берегів.
Варто також відзначити значну присутність дитячої літератури, одним з найяскравіших представників якої є Джанні Родарі (1920-1980), єдиний італійський письменник, який отримав премію Ганса Крістіана Андерсена в 1970 році.
У 1984 році вийшов дебютний роман Альдо Бузі «Seminario sulla gioventù», який утвердив його як одного з найбільш плідних сучасних італійських письменників. У романах Бузі громадянська тематика переплітається з проблемою італійської мови, її еволюції та небезпечного збідніння. Продовжує певну «гаддіанську» лінію оновлення італійської мови, в тому числі перевідкриття певних архаїзмів, Мікеле Марі, автор великої винахідливості, який до сьогодні вважається одним з найвидатніших італійських письменників.
У 1990-х роках з'явився літературний феномен, визначений критиками як «Канібали», у жанрі «pulp» (укр. м'якоть), з такими авторами, як Альдо Нове, Нікколо Амманіті та Тіціано Скарпа. Окремої згадки заслуговує Ізабелла Сантакроче: вона починала з літератури про канібалів, але згодом перейшла до більш ліричного та сюрреалістичного стилю.
На тій же ноті, збірка оповідань, опублікована видавництвом Minimum Fax під редакцією Джорджіо Васта, «Anteprima Nazionale» (2009), до якої увійшли твори Тулліо Аволедо, Алессандро Бергонзоні, Асканіо Челестіні, Джанкарло Де Катальдо, Валеріо Еванжелісті, Джорджіо Фалько, Джузеппе Дженна, Томмазо Пінчіо та Wu Ming, розповідає про те, якою буде Італія через двадцять років.

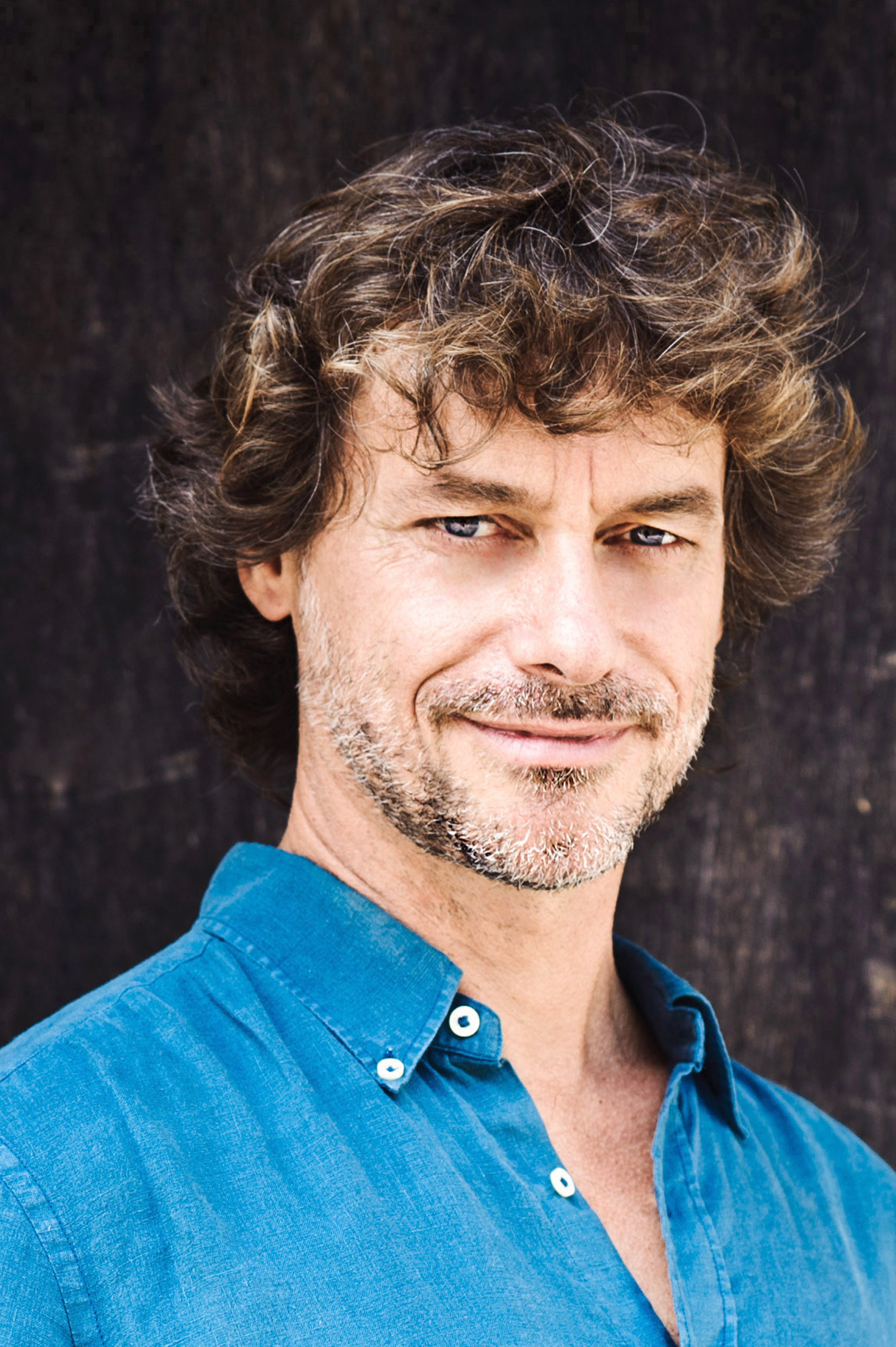
Альберто Анжела

З кінця 1990-х років і до сьогодні найвідомішими італійськими письменниками є Умберто Еко, Маргарет Мадзантіні, Оріана Фаллачі, Індро Монтанеллі, Елена Ферранте, Клаудіо Маґріс, Джанріко Карофігліо, Роберто Савіано, Лучано де Крещенцо та Алессандро Барікко. Основною проблемою сучасної літератури є те, що з вибухом видавничої справи та концентрацією економічної видавничої потужності у двох гігантів BUR (Rizzoli) та Mondadori, велика кількість людей почала публікувати романи, поетичні збірки, драми та різноманітні памфлети, які не завжди мають велику літературну цінність чи репрезентативність. Це пов'язано з легким кар'єрним шляхом у журналістиці, яка з 1950-х років дедалі більше стає масовим явищем, що має фундаментальне значення для інформації. Різні письменники-журналісти, які займаються різними сферами новин або культури, особливо в літературній сфері, такі як П'єро Анджела, Коррадо Аугіас, Вітторіо Згарбі та Альберто Анжела, побудували свою літературну кар'єру на сучасних трактатах, що стосуються художньої критики, коментарів до літературних творів або простого обговорення повсякденних питань. Альберто та П'єро Анджела, наприклад, представляють трактати-оповідання, пересипані цитатами на історичними теми. П'єро Анджела займався фундаментальними науковими питаннями, тоді як його син Альберто зосереджується на давній історії, від доісторичного світу до Стародавнього Риму, від Стародавньої Греції до Середньовіччя, подібно до Валеріо Массімо Манфреді, романіста та есеїста, відомого передусім своїми творами з римської та грецької історії. Цих письменників-журналістів об'єднує використання есе, зменшеної форми трактату, яку використовували древні для опису та аналізу певного предмета, поєднуючи ерудицію з ясністю та зрозумілістю, характерними для масової комунікації.
Паралельно з цим феноменом культурного збереження італійської західної ідентичності у 2000-х роках з'явився «видавничий феномен» бестселера, який стосується конкретного роману, що здобуває миттєву колективну славу, часто низької якості, зосередженої виключно на економічній вигоді видавництва та самого автора. Це стосується великих феноменів, створених Федеріко Моччіа та Фабіо Воло, письменниками, орієнтованими на різну аудиторію. Перший націлений на підлітків з романтичними романами про любовні історії молодих людей, для яких характерний стиль, змішаний з неологізмами, що приваблює типову молодіжну аудиторію. Другий письменник зосереджується на оповіданні історій людей середнього віку, які переживають кризу, мають справу зі своїм життям і кар'єрою, з наміром знайти переломний момент у своєму існуванні через раптове і пристрасне кохання.
У сфері театру помітними постатями є Джорджіо Альбертацці, Едуардо де Філіппо та Даріо Фо. Зокрема, останні двоє зосередилися, починаючи з другої половини 20-го століття і до сьогодні, на постановці комедій і драм, таких як «Народження в будинку Куп'єлло» і «Філумена Мартурано», які зосереджуються на стані бідності в звичайних неаполітанських сім'ях. Іронія та спадщина комедії дель арте, що проявляється у рефлексивних персонажах, яких завжди зображував Едуардо де Філіппо (за винятком «Філумени», де з'являється його сестра Тітіна), мали значний вплив на італійський театр. Наприклад, «Natale in casa Cupiello» стала головною ритуальною подією, яку обов'язково відвідують під час різдвяного сезону. Даріо Фо, як поборник, також звернувся до захисту найбідніших верств населення, поставивши п'єсу «Містеро буффо» (1969), в якій він адаптує безглузду мову «граммелот» і жарти середньовічних блазнів з Бергамо, щоб висміяти і жорстко сатиризувати гнобителів і сильних світу цього, включаючи правителів і понтифіків.

### Журналістські розслідування: Оріана Фаллачі та Роберто Савіано

Оріана Фаллачі

Фаллачі була першою італійською жінкою, яка вирушила на фронт як спеціальний кореспондент. Вона поїхала до В'єтнаму як військовий кореспондент L'Europeo. Вона поверталася до країни Індокитаю дванадцять разів за сім років, розповідаючи про війну і критикуючи як в'єтконгівців і комуністів, так і американців та південних в'єтнамців. Вона задокументувала брехню і звірства, а також героїзм і людяність у конфлікті, який Фаллачі описала як криваве божевілля. Її безпосередній воєнний досвід був зібраний у книзі «Niente e così sia», опублікованій у 1969 році.
Фаллачі відіграв важливу роль у 1960-х роках під час битв за емансипацію жінок, а також у проведенні великих розслідувань та інтерв'ю з такими історичними постатями, як Джуліо Андреотті, Федеріко Фелліні, П'єтро Ненні, Джорджо Амендола, Генрі Кіссінджер, Мохаммед Реза Пехлеві, Ден Сяопін, Голда Меїр, Індіра Ганді, Каддафі та аятола Рухолла Хомейні. Інтерв'ю з Хомейні було найвідомішим. Під час інтерв'ю Фаллачі ставила йому прямі запитання, називала його «тираном» і описала чадру, яку вона була змушена носити, щоб бути допущеною до його присутності, як «незручний і абсурдний одяг, який заважає роботі і пересуванню», «одяг, який уособлює сегрегацію, в яку жінки були кинуті після революції», і «середньовічну ганчірку». Фаллачі зняла чадру після того, як Хомейні у відповідь на запитання про становище жінок в Ірані сказав, що ісламське вбрання призначене для "порядних" жінок, і якщо воно їй не подобається, вона не зобов'язана його носити. Хомейні вийшов з кімнати і завершив інтерв'ю наступного дня.
Після терактів 11 вересня 2001 року Фаллачі різко критикувала занепад західного суспільства, якому загрожує ісламський тероризм, через що її часто звинувачували в расизмі та ісламофобії. Серед її найвідоміших творів - «Лист до дитини, яка ніколи не народиться» (1975), в якому розглядається дилема «дарувати чи заперечувати життя», а також теми любові та сім'ї. «Іншалла» (1990) - роман, що розповідає історію інтервенції італійської армії до Лівану після бомбардувань Бейрута 1983 року на тлі громадянської війни в Лівані 1982 року. «Трилогія», що складається з фільмів «Лють і гордість» (2001), «Сила розуму» (2004) та «Оріана Фаллачі бере інтерв'ю у самої себе - Апокаліпсис» (2004). Книга «Лють і гордість» була опублікована після атак на вежі-близнюки 11 вересня 2001 року. Це відчайдушний заклик до західних держав, попередження припинити торгівлю з Близьким Сходом і дати чітку і точну відповідь на терористичні атаки заради збереження західної громадянської ідентичності.
Савіано здобув світове визнання в літературному світі після публікації свого роману «Гоморра» у 2006 році. Книга одразу ж здобула успіх завдяки детальному та реалістичному зображенню феномену каморри та організованої злочинності в новому тисячолітті в південних районах Неаполя, зокрема, в Казаль-ді-Прінчіпе. Незважаючи на те, що йому погрожували смертю і він живе під захистом поліції, Савіано продовжує писати розслідування і романи про неаполітанську мафію. Серед його творів - «Нуль-нуль-нуль» (2013), який досліджує незаконне використання кокаїну каморрою, та «Піраньї» (2016), який заглиблюється у психологічне та фізичне поневолення неаполітанських дітей та підлітків, які формують справжні дитячі банди, що служать занепадаючим босам каморри у їхньому прагненні встановити контроль над окремими районами Неаполя.

### Перевідкриття історичного роману: Умберто Еко та Валеріо Массімо Манфреді

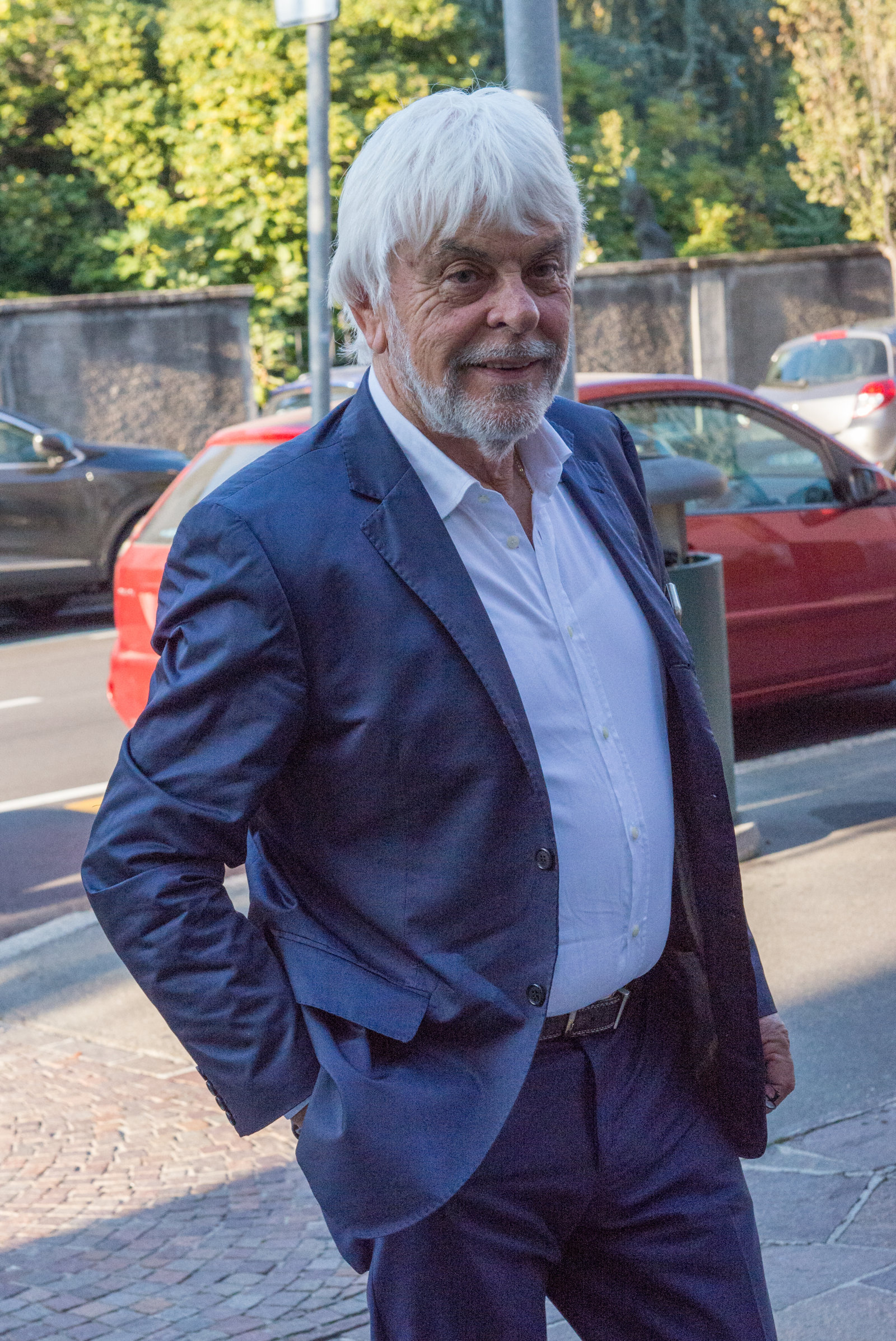
Валеріо Массімо Манфреді в Луїно (2017)

Спираючись на принцип «перевідкриття» класично-середньовічної культури з античного греко-римського світу та цистерціанського середньовіччя, провідними представниками у 21 столітті є Умберто Еко та Манфреді. Еко відзначився різноманітними екзегетичними та філологічними працями, а також дослідженнями на середньовічну тематику. Він написав різні трактати, в тому числі «Книгу легендарних земель» (2013), в якій пов'язує різні елементи міфу та утопії про приховані фантастичні міста, описані протягом століть письменниками і вченими від 5 століття до н.е. до 18 століття. Головну славу письменникові приніс роман «Ім'я троянди» (1980), в якому Еко демонструє свої історико-оповідні здібності, об'єднані в захопливу та іронічну історію, що відбувається в 1327 році в монастирі на півночі Італії. Загадкові смерті монахів бенедиктинського абатства привертають увагу інквізиції, що призводить до виявлення справжнього винуватця злочинів. «Перевідкриття» цього світу є результатом процесу перегляду давніх історій та історичних постатей, яким Еко віддає данину поваги, таких як реально існуючий інквізитор Бернардо Гуї та головний герой монах Гульєльмо да Баскервіль, який віддає данину поваги Шерлоку Холмсу Конан Дойля. Численні відсилання до описуваного історичного періоду, а також достовірне відтворення простору і часу середньовіччя сприяли успіху роману, ще більше посиленому символічним елементом бібліотеки, невичерпного джерела знань, до якого Еко завжди ставився з глибокою повагою. Серед інших історичних/середньовічних/трилерних романів Еко - «Маятник Фуко» (1988) та «Баудоліно» (2000).
Манфреді відомий у всьому світі своїм перевідкриттям класично-грецького античного світу, який він переосмислює і формує як основне тло для історичних періодів, в яких він розгортає свої історії. Яскравим прикладом є «Талос Спарти» (1988), який розповідає про події періоду Другої Перської війни (480 р. до н.е.), але вписаний у ширший часовий контекст. Фільм розповідає історію молодого воїна на ім'я Талос, спартанця, який, незважаючи на каліцтво, був врятований від смерті в дитинстві через свою хворобу. Порушення суворих законів Спарти щодо негайного вбивства слабких при народженні дозволяє Талосу жити в сільській місцевості, плекаючи мрії про війну і славу, поки він не досягає їх. Серед інших романів, в яких історичний елемент є більш помітним, майже домінуючим і формує саму оповідь, - «Останній легіон» (2002), що зосереджується на історії Ромула Августа, останнього римського імператора, та легенді про чарівника Мерліна, а також «Загублена армія» (2007), що розповідає про зворотний шлях десяти тисяч спартанців з Персії (401 р. до н.е.), і трилогія «Александрос» (1998), яка заглиблюється у вигадану біографію Александра Македонського.

### Горор в сучасній італійській літературі
Італія славетна жанром Джалло в літературі та кінематографі. Це різновид детективної історії з елементами горору. У XXI столітті цей жанр набув нових сучасних форм як створення, так і самої композиції творів і їх змісту. Одним із найвідоміших письменників та художників сучасного італійського горору є Джованні Будзі. Його твори сповнені численних обігрувань фольклорних мотивів, як давніх, так і сучасних. Тривога та сум пронизують жахом кожний роман письменника і кожну його новелу. Джованні Будзі поціновують не менше за Говарда Лавкрафта чи Клайва Баркера. Це справжній сучасний автор із власним неперевершеним смаком та сильною естетикою.